# Rivière Derville
Pour les articles homonymes, voir Derville (homonymie).
La rivière Derville est affluent de la rivière Kovik, laquelle coule vers l'ouest jusqu'au littoral est de la baie d'Hudson. La rivière Derville coule dans le territoire non-organisé de la Baie-d'Hudson, dans la péninsule d'Ungava, dans la région administrative du Nord-du-Québec, au Québec, au Canada.

## Géographie
Les bassins versants voisins de la rivière Durouvray sont :
- côté nord : détroit d'Hudson ;
- côté est : rivière Foucault, rivière Umiruup, lac Ikkarujaaq ;
- côté sud : rivière Kovik ;
- côté ouest : rivière Durouvray, baie d'Hudson.

La rivière Derville coule vers le sud, plus ou moins en parallèle à sa jumelle la rivière Durouvray qui est située plus à l'ouest. Généralement, la distance entre les deux rivières varie de 16 à 25 km.
L'embouchure de la rivière Derville se déverse sur la rive nord de la rivière Kovik à 41,3 km en amont de l'embouchure de cette dernière sur le littoral est de la baie d'Hudson et à 17,2 km en amont de l'embouchure de la rivière Durouvray.

## Toponymie
Le toponyme rivière Derville évoque l'œuvre de vie du père jésuite Julien-François Derville (né à Château-du-Loir, Sarthe, France, 1725 et mort guillotiné à Paris, 1793). Ce prêtre a exercé son ministère en Nouvelle-France de 1749 à 1752. L'appellation de cette rivière a été adoptée en 1956 par la Commission de géographie du Québec, qui est devenue en 1968 la Commission de toponymie du Québec.
Le toponyme rivière Derville a été officialisé le 5 décembre 1968 à la Commission de toponymie du Québec.